# Governatore della Prefettura di Hokkaido
Il Governatore della Prefettura di Hokkaido è il capo del governo locale di Hokkaido, la più grande prefettura del Giappone. Sede del governatore è Sapporo, la città capoluogo della prefettura. L'attuale governatore è Naomichi Suzuki. 

## Elenco
| N° | Foto                      | Governatore                    | Mandato        | Mandato        | Partito                     | Elezione |
| N° | Foto                      | Governatore                    | Inizio         | Termine        | Partito                     | Elezione |
| -- | ------------------------- | ------------------------------ | -------------- | -------------- | --------------------------- | -------- |
| 1  |                           | Toshibumi Tanaka (田中敏文)    | 21 aprile 1947 | 22 aprile 1959 | Indipendente                | 1947     |
| 1  | Partito Socialdemocratico | Toshibumi Tanaka (田中敏文)    | 21 aprile 1947 | 22 aprile 1959 | 1951                        |          |
| 1  | Partito Socialdemocratico | Toshibumi Tanaka (田中敏文)    | 21 aprile 1947 | 22 aprile 1959 | 1955                        |          |
| 2  |                           | Kingo Machimura (町村金五)     | 23 aprile 1959 | 22 aprile 1971 | Partito Liberal Democratico | 1959     |
| 2  | 1963                      | Kingo Machimura (町村金五)     | 23 aprile 1959 | 22 aprile 1971 | Partito Liberal Democratico |          |
| 2  | 1967                      | Kingo Machimura (町村金五)     | 23 aprile 1959 | 22 aprile 1971 | Partito Liberal Democratico |          |
| 3  |                           | Naohiro Dōgakinai (堂垣内尚弘) | 23 aprile 1971 | 22 aprile 1983 | Partito Liberal Democratico | 1971     |
| 3  | 1975                      | Naohiro Dōgakinai (堂垣内尚弘) | 23 aprile 1971 | 22 aprile 1983 | Partito Liberal Democratico |          |
| 3  | 1979                      | Naohiro Dōgakinai (堂垣内尚弘) | 23 aprile 1971 | 22 aprile 1983 | Partito Liberal Democratico |          |
| 4  |                           | Takahiro Yokomichi (横路孝弘)  | 23 aprile 1983 | 22 aprile 1995 | Partito Socialdemocratico   | 1983     |
| 4  | 1987                      | Takahiro Yokomichi (横路孝弘)  | 23 aprile 1983 | 22 aprile 1995 | Partito Socialdemocratico   |          |
| 4  | 1991                      | Takahiro Yokomichi (横路孝弘)  | 23 aprile 1983 | 22 aprile 1995 | Partito Socialdemocratico   |          |
| 5  |                           | Tatsuya Hori (堀達也)          | 23 aprile 1995 | 22 aprile 2003 | Indipendente                | 1995     |
| 5  | 1999                      | Tatsuya Hori (堀達也)          | 23 aprile 1995 | 22 aprile 2003 | Indipendente                |          |
| 6  |                           | Harumi Takahashi (高橋はるみ)  | 23 aprile 2003 | 22 aprile 2019 | Indipendente                | 2003     |
| 6  | 2007                      | Harumi Takahashi (高橋はるみ)  | 23 aprile 2003 | 22 aprile 2019 | Indipendente                |          |
| 6  | 2011                      | Harumi Takahashi (高橋はるみ)  | 23 aprile 2003 | 22 aprile 2019 | Indipendente                |          |
| 6  | 2015                      | Harumi Takahashi (高橋はるみ)  | 23 aprile 2003 | 22 aprile 2019 | Indipendente                |          |
| 7  |                           | Naomichi Suzuki (鈴木直道)     | 23 aprile 2019 | in carica      | Indipendente                | 2019     |
| 7  | 2023                      | Naomichi Suzuki (鈴木直道)     | 23 aprile 2019 | in carica      | Indipendente                |          |